# Elecciones legislativas de Francia de 2022
Las elecciones legislativas de Francia de 2022 se llevaron a cabo los días 12 de junio de 2022, la primera vuelta y el 19 de junio de 2022, la segunda vuelta. En ellas se eligieron 577 diputados de la Asamblea Nacional para la XVI legislatura de la Quinta República francesa.
Las elecciones se realizaron luego de las elecciones presidenciales de abril de 2022, en las que fue reelegido para un segundo mandato Emmanuel Macron.

## Antecedentes

### Elecciones anteriores
En las elecciones legislativas de 2017, los resultados en las elecciones fueron lo más atípicos en la historia electoral moderna de Francia, en los cuales ninguno de los dos partidos tradicionales del país, Los Republicanos y el Partido Socialista pasaron a segunda vuelta, los analistas observan en esta elección una de las más impredecibles y decisivas de la historia democrática del país. El vencedor de las presidenciales, fue el Socioliberal Emmanuel Macron, el presidente más joven de la historia de la república francesa, y su partido LREM junto con su principal aliado MoDem ocuparon el primer lugar. Fue un clima político sumamente dividido ante el desplome de los partidos tradicionales y el amplio crecimiento en las urnas de los partidos populistas de extrema derecha Agrupación Nacional y de extrema izquierda Francia Insumisa.

### Elecciones presidenciales de 2022
Las elecciones presidenciales de abril de 2022 se saldarán con Emmanuel Macron reelegido para un segundo mandato, el presidente saliente gana en la segunda vuelta con el 58 % de los votos emitidos contra la candidata de Agrupación Nacional (RN), Marine Le Pen. En tercer lugar en la primera vuelta con un 21.95 % de los votos quedó Jean-Luc Mélenchon confirmando su movimiento, Francia Insumisa (LFI), como la fuerza líder de la izquierda francesa. Para muchos observadores y contertulios, la vida política francesa se divide en tres bloques de votantes de cara estas elecciones legislativas: una izquierda radicalizándose, un centro liberal y una derecha cada vez más nacionalista.
A su vez, en las elecciones presidenciales de 2022 los partidos políticos tradicionales vuelven a quedarse fuera de la segunda vuelta, con una diferencia de votos aún más notable que en las elecciones de 2017. El Partido Socialista (PS) y Los Republicanos (LR), representados respectivamente por la alcaldesa de París, Anne Hidalgo (1.74 % de los votos) y por la presidenta del Consejo de la región parisina, Valérie Pécresse (4.78 % de los votos), obteniendo los peores resultados históricos de sus formaciones en ambos casos.
La campaña también fue la primera de la candidatura del tertuliano político, Éric Zemmour, quien fundó su partido de extrema derecha (Reconquista, REC) en abril de 2021. La candidatura acabó cuarta con casi dos millones y medio de votos en la primera ronda.

## Sistema electoral
Los 577 diputados del Parlamento que integran la Asamblea Nacional son elegidos por cinco años mediante un sistema de dos rondas de distritos electorales de un solo miembro. Un candidato que recibe una mayoría absoluta de votos válidos y un total de votos igual al 25 % del electorado registrado es elegido en la primera vuelta. Si ningún candidato alcanza este umbral, se lleva a cabo una segunda vuelta entre los candidatos que recibieron un total de votos igual al 12.5 % del electorado. Se elige al candidato que reciba más votos en la segunda vuelta.

### Fechas
De acuerdo con las disposiciones del Código Electoral francés, las elecciones deben celebrarse dentro de los sesenta días anteriores a la expiración de los poderes de la Asamblea saliente fijados para el tercer martes de junio, cinco años después de su elección, excepto en caso de disolución extraordinaria de la Asamblea Nacional decidida por el presidente de la República antes de esa fecha. El final del mandato de la Asamblea elegida en 2017 estaba fijado para el 21 de junio de 2022.
Las fechas de las elecciones legislativas para la Francia Metropolitana fueron fijadas por el Gobierno los días 12 y 19 de junio de 2022. Por lo tanto, las elecciones legislativas se celebran cincuenta días después de la segunda vuelta de las elecciones presidenciales, dos semanas más que en períodos electorales anteriores desde la adopción del quinquenio presidencial. Los trabajos de nominación debían enviarse a más tardar el 20 de mayo para la primera vuelta y el 14 de junio para la segunda vuelta.
Para los franceses en el extranjero, así como para los de la Polinesia Francesa, la primera vuelta tuvo lugar una semana antes de la metrópoli para tener en cuenta la distancia geográfica. Algunos departamentos y colectividades de ultramar votaron el sábado antes de las elecciones en Francia metropolitana.
Los ciudadanos franceses que viven en el extranjero pueden votar en línea o por correo en los días previos a las elecciones.

### Propuesta de reforma de 2018
Un proyecto de reforma iniciado en 2018 preveía una reducción del 25 % en el número de diputados, lo que supondría pasar de 577 a 433 diputados, asociados con la elección del 20 % de ellos por representación proporcional plurinominal. Este proyecto devenía de una promesa de campaña del candidato Emmanuel Macron en 2017, finalmente no fue implementada.
Según el proyecto, el sistema de balotaje habría permanecido, como ya existe, en 335 circunscripciones uninominales, mientras que las once circunscripciones de franceses que viven fuera de Francia se habrían fusionado en una sola circunscripción llenada por representación proporcional en una sola ronda. A este último se habrían añadido los ochenta y siete escaños restantes que habrían formado una circunscripción plurinominal nacional única, dotada de representación proporcional no compensatoria con un umbral del 5 %.
Este proyecto de reforma ha sido abandonado, en particular debido a la atención de otras proridades, en especial a la  Pandemia de COVID-19, a su vez, no progresó debido a la oposición presente en el Senado, con una mayoría de Los Republicanos.
A principios de 2021, varios parlamentarios y líderes de partidos, incluidos Marine Le Pen (RN), Jean-Luc Mélenchon (LFI), Laurent Hénart (MR), Julien Bayou (EÉLV) y Jean-Christophe Lagarde (UDI) abogaron, junto con el presidente del MoDem, François Bayrou, por la adopción de la representación proporcional con las elecciones legislativas de 1986 como modelo, por lo que se le envió una petición formal al presidente de la República, Emmanuel Macron.
El 10 de febrero de 2021, el presidente del grupo MoDem, Patrick Mignola, presentó en nombre de su grupo un proyecto de ley titulado «Propuesta de ley para introducir una dosis de representación proporcional en las elecciones generales», con el objetivo de obligar a Emmanuel Macron a mantener su compromiso en este punto de la campaña presidencial de 2017. Esta ley elimina las circunscripciones en los departamentos que eligen más de doce diputados (nueve departamentos que representan a ciento treinta diputados), en los que la boleta se cambia a representación proporcional en una lista cerrada; el sistema de votación no cambia para el resto de los departamentos (representando a 447 diputados).
El 17 de marzo de 2021, los presidentes de los grupos mayoritarios (LREM, MoDem y Agir), Christophe Castaner, Patrick Mignola y Olivier Becht anunciaron el aplazamiento de la reforma hasta después de las elecciones de 2022.

## Partidos políticos
| Coalición | Coalición                                                                             | Partidos integrantes                        | Líder                 | Cargo ocupado                                   | Dip ant (2017) |
| --------- | ------------------------------------------------------------------------------------- | ------------------------------------------- | --------------------- | ----------------------------------------------- | -------------- |
|           | Juntos Ensemble                                                                       | LREM MoDem PR TP Actuar HOR EC              | Élisabeth Borne       | Primera ministra de Francia (desde 2022)        | 351            |
|           | Derecha parlamentaria Droite parlementaire                                            | LR UDI LC DVD                               | Christian Jacob       | Diputado por Sena y Marne (desde 2007)          | 135            |
|           | Nueva Unión Popular Ecológica y Social Nouvelle union populaire écologiste et sociale | LFI PCF PS EELV PG Juntos G·s GE REV PD LND | Jean-Luc Mélenchon    | Diputado por Bocas del Ródano (desde 2017)      | 62             |
|           | Agrupación Nacional Rassemblement National                                            | RN LDP LA LL                                | Marine Le Pen         | Diputada por Paso de Calais (desde 2017)        | 8              |
|           | Levántate Francia Debout la France                                                    | DLF LP GF                                   | Nicolas Dupont-Aignan | Diputado por Essonne (desde 1997)               | 1              |
|           | Reconquista Reconquête                                                                | REC                                         | Éric Zemmour          | Presidente del partido Reconquista (desde 2021) | Nv             |

## Encuestas

### Intención de voto
| Encuesta                        | Fecha          | Muestra | EXG                | PCF                           | LFI     | EELV  | PS    | LREM   | LR     | DLF    | RN      | REC   | Otros  |     |      |     |     |
| ------------------------------- | -------------- | ------- | ------------------ | ----------------------------- | ------- | ----- | ----- | ------ | ------ | ------ | ------- | ----- | ------ | --- | ---- | --- | --- |
| Encuesta                        | Fecha          | Muestra | Harris-Interactive | 29 de abril-2 de mayo de 2022 | 2366    | 2 %   | 2 %   | 19 %   | 7 %    | 7 %    | 24 %    | 8 %   | Otros  | 1 % | 23 % | 6 % | 1 % |
| 2 %                             | 33 %           | 33 %    | 33 %               | 33 %                          | 2366    | 33 %  | 33 %  | 30 %   | 30 %   | 30 %   | 2 %     |       |        |     |      |     |     |
| Cluster17                       | 27-28 Abr 2022 | 2,659   | 1 %                | 2 %                           | 20 %    | 7.5 % | 5.5 % | 24 %   | 7.5 %  | 2 %    | 21 %    | 6 %   | 3.5 %  |     |      |     |     |
| Cluster17                       | 27-28 Abr 2022 | 2,659   | 1.5 %              | 27 %                          | 27 %    | 27 %  | 7 %   | 23 %   | 9 %    | 2 %    | 21 %    | 6.5 % | 3 %    |     |      |     |     |
| Cluster17                       | 27-28 Abr 2022 | 2,659   | 1 %                | 34 %                          | 34 %    | 34 %  | 34 %  | 24 %   | 9.5 %  | 3 %    | 24 %    | 24 %  | 4.5 %  |     |      |     |     |
| Harris-Interactive              | 24-25 Abr 2022 | 2,343   | 1 %                | 3 %                           | 19 %    | 8 %   | 5 %   | 24 %   | 8 %    | 1 %    | 23 %    | 7 %   | 1 %    |     |      |     |     |
| Harris-Interactive              | 24-25 Abr 2022 | 2,343   | 2 %                | 33 %                          | 33 %    | 33 %  | 33 %  | 33 %   | 33 %   | 31 %   | 31 %    | 31 %  | 1 %    |     |      |     |     |
| Elecciones legislativas de 2017 | 11 Jun 2017    | -       | 0.77 %             | 2.72 %                        | 11.03 % | 4.30% | 7.44% | 32.33% | 18.80% | 1.17 % | 13.20 % | -     | 2.21 % |     |      |     |     |

### Proyección de escaños
| Encuesta                        | Fecha          | Muestra | EXG                | PCF                           | LFI   | EELV    | PS      | LREM    | LR      | DLF     | RN      | REC     | Otros |   |       |   |     |
| ------------------------------- | -------------- | ------- | ------------------ | ----------------------------- | ----- | ------- | ------- | ------- | ------- | ------- | ------- | ------- | ----- | - | ----- | - | --- |
| Encuesta                        | Fecha          | Muestra | Harris-Interactive | 29 de abril-2 de mayo de 2022 | 2366  | -       | 5-10    | 25-40   | 20-40   | 1-5     | 338-378 | 35-65   | Otros | - | 65-95 | - | 3-7 |
| -                               | 70-90          | 70-90   | 70-90              | 70-90                         | 2366  | 366-376 | 366-376 | 110-140 | 110-140 | 110-140 | 3-7     |         |       |   |       |   |     |
| Harris-Interactive              | 24‑25 abr 2022 | 2343    | -                  | 5-10                          | 25-45 | 1-5     | 20-40   | 328-368 | 35-65   | -       | 75-105  | -       | 3-7   |   |       |   |     |
| Harris-Interactive              | 24‑25 abr 2022 | 2343    | -                  | 73-93                         | 73-93 | 73-93   | 73-93   | 326-366 | 326-366 | 117-147 | 117-147 | 117-147 | 3-7   |   |       |   |     |
| Elecciones legislativas de 2017 | 11 jun 2017    | -       | -                  | 10                            | 17    | 1       | 30      | 350     | 130     | 1       | 8       | -       | 3     |   |       |   |     |

## Resultados
|                         |                                          |                         |            |            |            |            |            |            |               |             |  |  |  |  |
| Partido/Coalición       | Partido/Coalición                        | Partido/Coalición       | 1.ª vuelta | 1.ª vuelta | 1.ª vuelta | 2.ª vuelta | 2.ª vuelta | 2.ª vuelta | Total Escaños | +/-         |  |  |  |  |
| Partido/Coalición       | Partido/Coalición                        | Partido/Coalición       | Votos      | %          | Escaños    | Votos      | %          | Escaños    | Total Escaños | +/-         |  |  |  |  |
|                         | Juntos                                   | ENS                     | 5 857 364  | 25.75      | 1          | 8 003 240  | 38.57      | 244        | 245           | 105         |  |  |  |  |
|                         | Nueva Unión Popular Ecológica y Social   | NUP                     | 5 836 079  | 25.66      | 4          | 6 556 711  | 31.60      | 127        | 131           | 74          |  |  |  |  |
|                         | Agrupación Nacional                      | RN                      | 4 248 537  | 18.68      | 0          | 3 589 465  | 17.30      | 89         | 89            | 81          |  |  |  |  |
|                         | Los Republicanos                         | LR                      | 2 370 440  | 10.42      | 0          | 1 447 838  | 6.98       | 61         | 61            | 51          |  |  |  |  |
|                         | Reconquista                              | REC                     | 964 775    | 4.24       | 0          |            |            |            | 0             | Nv          |  |  |  |  |
|                         | Izquierda diversa (Divers gauche)        | DVG                     | 713 574    | 3.14       | 0          | 443 282    | 2.14       | 22         | 22            | 10          |  |  |  |  |
|                         | Ambientalistas (EELV y otros)            | ECO                     | 608 314    | 2.67       | 0          |            |            |            | 0             | 1           |  |  |  |  |
|                         | Derecha diversa (Divers droite)          | DVD                     | 530 782    | 2.33       | 0          | 231 071    | 1.11       | 10         | 10            | 4           |  |  |  |  |
|                         | Regionalismo                             | REG                     | 291 384    | 1.28       | 0          | 264 780    | 1.28       | 10         | 10            | 5           |  |  |  |  |
|                         | Centro diverso (Divers centre)           | DVC                     | 283 612    | 1.25       | 0          | 99 142     | 0.48       | 4          | 4             | Nv          |  |  |  |  |
|                         | Extrema izquierda                        | DXG                     | 266 412    | 1.17       | 0          | 11 229     | 0.05       | 0          | 0             | Sin cambios |  |  |  |  |
|                         | Derecha soberanista                      | DSV                     | 249 603    | 1.10       | 0          | 19 306     | 0.09       | 1          | 1             | Sin cambios |  |  |  |  |
|                         | Unión de los Demócratas e Independientes | UDI                     | 198 062    | 0.87       | 0          | 64 443     | 0.31       | 3          | 3             | 15          |  |  |  |  |
|                         | Diversos (Independientes)                | DIV                     | 192 624    | 0.85       | 0          | 18 295     | 0.09       | 1          | 1             | 2           |  |  |  |  |
|                         | Partido Radical de Izquierda             | RDG                     | 126 689    | 0.56       | 0          |            |            |            | 0             | 3           |  |  |  |  |
|                         | Extrema derecha                          | DXD                     | 6457       | 0.03       | 0          |            |            |            | 0             | 1           |  |  |  |  |
|                         |                                          |                         |            |            |            |            |            |            |               |             |  |  |  |  |
| Votos válidos           | Votos válidos                            | Votos válidos           | 22 744 708 | 97.80      |            | 20 748 802 | 92.36      |            |               |             |  |  |  |  |
| Votos en blanco         | Votos en blanco                          | Votos en blanco         | 362 193    | 1.56       | 1 235 327  | 5.50       |            |            |               |             |  |  |  |  |
| Votos nulos             | Votos nulos                              | Votos nulos             | 149 306    | 0.64       | 480 878    | 2.14       |            |            |               |             |  |  |  |  |
| Total                   | Total                                    | Total                   | 23 256 207 | 100        | 5          | 22 465 007 | 100        | 572        | 577           | Sin cambios |  |  |  |  |
| Abstenciones            | Abstenciones                             | Abstenciones            | 25 697 541 | 52.49      |            | 26 124 364 | 53.77      |            |               |             |  |  |  |  |
| Inscritos/participación | Inscritos/participación                  | Inscritos/participación | 48 953 748 | 47.51      | 48 589 371 | 46.23      |            |            |               |             |  |  |  |  |